# Chloris lamproparia
Chloris lamproparia är en gräsart som beskrevs av Otto Stapf. Chloris lamproparia ingår i släktet kvastgrässläktet, och familjen gräs. Inga underarter finns listade i Catalogue of Life.